# .aero
.aero — общий домен верхнего уровня для авиатранспортных компаний. Для регистрации в нём надо предоставить регистратору документ, подтверждающий принадлежность к авиации (клуб авиастроителей, авиакомпания, аэропорт, обслуживающая компания и т. п).